# Ebba Hermansson
Ebba Charlotte Hermansson (Gotemburgo, Västra Götaland, 14 de mayo de 1996) es una política sueca, perteneciente al partido de derecha Demócratas de Suecia (SD). Fue miembro regular del Riksdag entre 2018 y 2021, elegida por el distrito electoral occidental de la provincia de Escania.

## Carrera política
Comenzó su carrera política militando en la SDU, el ala juvenil del partido Demócratas de Suecia, después de las elecciones parlamentarias de 2014. Hermansson fue portavoz de la política de igualdad de género de los Demócratas de Suecia desde agosto de 2018 hasta el otoño de 2020. Al ser electa en las elecciones de 2018, se convirtió en la miembro más joven del Riksdag.
En agosto de 2018, escribió junto a Julia Kronlid, portavoz de política familiar del SD, un artículo en respuesta a las acusaciones de 'machismo' por parte de las ministras socialdemócratas Margot Wallström y Lena Hallengren. En dicho artículo aseguraron que «los Demócratas de Suecia harán todo lo posible para que Suecia sea un país más seguro para que vivan las mujeres», además, reafirmaron su compromiso de proteger y ayudar a las familias suecas y su oposición al aborto.
En noviembre de 2021, Hermansson anunció que dejaría el Riksdag a fines del año 2021 y no se presentaría a la reelección en las elecciones del Riksdag de 2022. Además, declaró que estaba pensando en abandonar el partido por no coincidir en algunos temas.

## Posiciones ideológicas

### Aborto
Hermansson está en contra del aborto. Ha dicho que «no es un argumento fáctico llamar misógina a nuestra política (contra el aborto)».

### Feminismo
Hermansson sostiene que se debe trabajar más por la igualdad de género. Sin embargo, acusó al gobierno izquierdista de Stefan Löfven por sus políticas feministas; aseguró que la política feminista en temas de seguridad, migración, política exterior y presupuestaria han puesto en desventaja a las mujeres.
En una entrevista en 2020 habló sobre las críticas que recibía por pertenecer al SD: «Las mujeres dicen que soy controlada por hombres...Las que absolutamente más mal se han portado conmigo son mujeres de mediana edad en posiciones de poder».

## Resultados electorales

### Riksdag
| 2018 | Escania Occidental | SD | [ Nota 1 ] | [ Nota 1 ] | Electa | 50,069 | \| \| 26.14 % \| | 3/11 | [ 12 ] |
|      | 26.14 %            |    |            |            |        |        |                  |      |        |